# William P. Hobby Jr.
William Pettus “Bill” Hobby Jr. (nacido el 19 de enero de 1932) es un político demócrata estadounidense que sirvió durante dieciocho años como el 37.º Teniente Gobernador. 
Hobby Jr. ocupó ese cargo del 16 de enero de 1973 al 15 de enero de 1991 durante cinco períodos sin precedentes, fue el último vicegobernador en servir un período de dos años y el primero en ser elegido para un período de cuatro años cuando la Constitución de Texas fue enmendada para alargar los períodos de los funcionarios electos en todo el estado a cuatro años a partir de las elecciones de 1974. El deber principal del vicegobernador de Texas es presidir el Senado del Estado de Texas.

## Otros sitios web
- A Guide to the William P. Hobby Jr. Papers, 1940s-2010 a UT-Austin Briscoe Center
- William Pettus Hobby Jr. Scrapbook, 1989 Biblioteca y Archivos del Estado de Texas
- Escuela de Asuntos Públicos Hobby de la Universidad de Houston
- Anuncio de Hobby School of Public Affairs
- Hobby Center for Public Service Universidad del Estado de Texas
- Centro de Hobby para el Estudio de Texas en la Universidad de Rice
- Cátedra de Hobby en Historia Archivado el 3 de enero de 2014 en Wayback Machine. en la Universidad de Rice (Pg. 8)
- Anuncio de Hobby, no buscando la reelección el 1 de junio de 1987.

- Datos: Q5808226
- Multimedia: William P. Hobby Jr. / Q5808226